# Hermes González
Hermes González (Asunción, 6 aprile 1935) è un ex calciatore paraguaiano, di ruolo centrocampista.

## Carriera
Con la Nazionale paraguaiana prese parte al Campeonato Sudamericano nel 1955 e nel 1956.